# Arco delle Scalette
El arco delle Scalette ("arco de las escaleritas") es un arco de Vicenza, construido en 1596, cuyo diseño se atribuye al arquitecto Andrea Palladio (alrededor de 1575).
Desde 1994, el arco forma parte del Patrimonio de la Humanidad, designado para proteger los edificios palladianos de Vicenza como " Ciudad de Vicenza y las villas palladianas del Véneto ".
Situado en el límite sureste del centro histórico de la ciudad, el arco marca el inicio de una de las rutas de subida al santuario de Santa María de Monte Berico (construido a principios del siglo XV). El camino, llamado "Scalette", es una serie de escaleras con 192 escalones. Era el único punto de acceso desde la ciudad al santuario antes de la construcción de las arcadas por Francesco Muttoni a mediados del siglo XVIII.

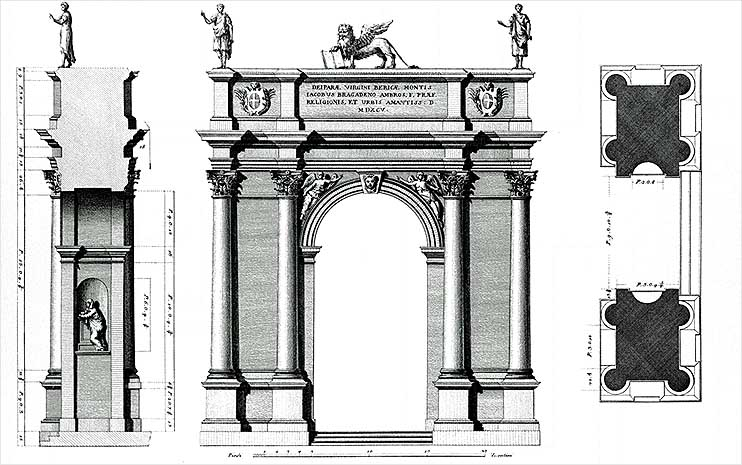
Dibujo de Ottavio Bertotti Scamozzi, 1776

El origen y la autenticidad del arco no están claros. La fecha de construcción, fijada en 1595 (15 años después de la muerte de Palladio), es cierta, al igual que la identidad del mecenas, el capitán veneciano Giacomo Bragadin. Existen demandas documentadas de los monjes del santuario, que datan de 1574-1576, solicitando a la comunidad apoyo financiero para la restauración de todo el camino de escaleras, pero no hay pruebas de que el arco se incluyera en el proceso de renovación general, que afectaba al propio santuario. Asimismo, la configuración original del arco es incierta. Las imágenes del siglo XVII muestran los nichos en la parte delantera del arco, que luego se trasladaron al intradós para albergar las estatuas de la Anunciación de Orazio Marinali.